# A Cure for Life
Pour plus de détails, voir Fiche technique et Distribution.
A Cure for Life ou Cure de bien-être au Québec (A Cure for Wellness) est un film d'horreur psychologique germano-américano-luxembourgeois réalisé par Gore Verbinski et sorti en 2016.
Ce film marque le retour de Gore Verbinski, qui n'avait plus réalisé de films depuis l'échec commercial de son dernier film Lone Ranger : Naissance d'un héros (2013). Le cinéaste avoue s'être inspiré du roman La Montagne magique de Thomas Mann.
Le film met en scène Dane DeHaan dans le rôle de Lockhart, un jeune cadre ambitieux qui doit retrouver son patron. Ce dernier a disparu dans un mystérieux centre dans les Alpes suisses. Lockhart s'y retrouve et est pris au piège de cet étrange institut et de son corps médical. On lui « diagnostique » le même mal qui habite l’ensemble des pensionnaires. Lockhart n’a plus d’autres choix que de se soumettre à l’étrange cure délivrée par le centre.

## Synopsis
Lockhart, un jeune cadre travaillant dans les finances à New York, est envoyé par ses supérieurs pour retrouver Roland Pembroke, le directeur de son entreprise, ayant soudainement pris la décision d'aller séjourner dans un centre dans les Alpes suisses. Une fois au centre, Lockhart tente de communiquer avec Pembroke mais en est empêché par le personnel et par le docteur Heinrich Volmer.
Lockhart décide de partir mais est victime d'un accident de voiture. Il se réveille supposément trois jours plus tard au centre avec une jambe plâtrée. Malgré la brutalité de l'accident, lui et son chauffeur n'ont subi que des blessures bénignes. Lockhart rencontre une mystérieuse jeune fille prénommée Hannah, qui, comme beaucoup d'autres résidents du centre, s'abreuve d'un fluide contenu dans de petites fioles bleues.
Victoria Watkins, une patiente, ainsi que des habitants de la ville voisine racontent à Lockhart l'histoire du centre. Il aurait été fondé sur les ruines d'un château qui aurait appartenu il y a deux cents ans à un baron qui, désirant un héritier de pur sang, épousa sa sœur. En apprenant qu'elle était infertile, il commença des expériences infernales sur les paysans afin de trouver un remède. Il réussit, mais en voyant les corps enterrés des victimes du baron, les paysans en colère entrèrent dans le château et y mirent le feu. Ils prirent en otage la sœur enceinte du baron qui enfanta avant d'être brûlée vive. Le bébé fut jeté dans un puits mais survécut miraculeusement.
Lockhart tente de quitter le centre mais découvre que personne n'est autorisé à en partir. Après avoir offert à Hannah une figure de ballerine, Lockhart, avec l'aide de cette dernière, parvient à s'échapper et à aller en ville, en laissant Hannah dans un bar pour trouver un traducteur afin de transcrire le dossier médical de Pembroke, écrit en allemand. Lockhart apprend que les résidents du centre souffrent de déshydratation malgré le fait qu'ils boivent beaucoup d'eau venant directement de l'aquifère. Hannah, gardée dans le centre toute sa vie, explore le bar et attire l'attention des locaux. Lockhart revient et se bat avec un homme qui dansait avec Hannah. Il est secouru par le Dr Volmer, qui semble intimider les locaux.
Lockhart découvre que l'aile du centre réservée aux transfusions est le siège d'expériences médicales macabres et que l'eau de l'aquifère possède des propriétés uniques : elle est toxique pour les humains mais a des propriétés régénératrices pour les anguilles qui y vivent. Le baron avait créé un processus permettant de filtrer l'eau à travers des corps humains et de la distiller pour la changer en une essence de vie éternelle : Volmer utilise ses patients comme filtres.
Le « remède » est ingéré par Hannah, Volmer et le personnel pour gagner de l'espérance de vie. Lockhart réalise que sa jambe n'est pas cassée et qu'il est gardé prisonnier dans le centre. Volmer fait subir à Lockhart des traitements cauchemardesques afin de lui faire croire qu'il est devenu fou. Hannah remarque ce changement et donne à Lockhart la figurine de ballerine, ce qui le sort de son délire.
Hannah a ses premières menstruations et Volmer l'épouse. Pendant la réception, il l'emmène dans une salle secrète dans les ruines du château et commence à la violer. Lockhart fait face à Volmer et réalise que ce dernier est le baron et que Hannah est sa fille, l'enfant qui avait été jeté dans le puits ; à l'aide du « remède », tous deux ont vieilli très lentement.
Dans la bataille qui s'ensuit, le visage de Volmer se révèle être un masque sous lequel se cache une affreuse tête brûlée. Lockhart met feu à Volmer et au château mais est surpassé. Hannah sauve Lockhart en tuant son père, qui tombe dans l'aquifère et qui est mangé par les anguilles. Lockhart et Hannah s'échappent sur la bicyclette de cette dernière alors que les flammes envahissent le centre et tombent sur une voiture contenant les patrons de Lockhart venus le chercher, ainsi que Pembroke. Lockhart dit à ses patrons que Pembroke est mort, ils lui demandent de monter dans la voiture. Incapable d'abandonner Hannah, il préfère s'enfuir avec elle pour toujours loin du centre.

## Fiche technique
Sauf indication contraire, les informations mentionnées dans cette section peuvent être confirmées par la base de données cinématographiques IMDb,  présente dans la section « Liens externes ».
- Titre original : A Cure for Wellness
- Titre français : A Cure for Life
- Titre québécois : Cure de bien-être
- Réalisation : Gore Verbinski
- Scénario : Justin Haythe
- Musique : Benjamin Wallfisch
- Direction artistique : Grant Armstrong, Daniel Chour, Sabine Engelberg, Wolfman Metschan et Tarnia Nicol
- Décors : Mark Rosinski, Michael Standisch
- Costumes : Jenny Beavan
- Photographie : Bojan Bazelli
- Montage : Pete Beaudreau
- Production : David Crockett, Arnon Milchan et Gore Verbinski
- Sociétés de production : Regency Enterprises ; Blink Wink Productions (association), Studios de Babelsberg et TSG Entertainment (coproductions)
- Société de distribution : 20th Century Fox
- Budget : 40 millions de dollars[réf. nécessaire]
- Pays de production :  Allemagne,  États-Unis,  Luxembourg
- Langue originale : anglais
- Format : couleur — 1.85 : 1 — son Dolby Digital
- Genres : horreur, thriller
- Durée : 146 minutes
- Dates de sortie :
  - États-Unis : 10 décembre 2016 (Festival de film de Butt-Numb-A-Thon) ; 17 février 2017 (sortie nationale)
  - Allemagne : 23 février 2017
  - France : 15 février 2017
- Classification :
  - France : tous publics avec avertissement, réajusté par la suite en interdiction aux moins de 12 ans

## Distribution
- Dane DeHaan (VF : Martin Loizillon ; VQ : Xavier Dolan) : Lockhart
- Jason Isaacs (VF : Jérôme Keen ; VQ : Jacques Lavallée) : Dr Heinreich Volmer
- Mia Goth (VF : Lisa Caruso ; VQ : Sarah-Jeanne Labrosse) : Hannah Von Reichmerl
- Celia Imrie (VF : Anne Canovas ; VQ : Madeleine Arsenault) : Victoria Watkins
- Harry Groener (VF : Patrick Messe ; VQ : Michel M. Lapointe) : Roland Pembroke
- Adrian Schiller (VF : Pierre-François Pistorio ; VQ : François Trudel) : le directeur adjoint
- Ivo Nandi (VF : Enrique Carballido ; VQ : Patrick Chouinard) : Enrico
- David Bishins (VF : Pascal Casanova ; VQ : Sylvain Hétu) : Hank Green
- Carl Lumbly : Wilson
- Lisa Banes : Hollis
- Tomas Norström (sv) : Frank Hill
- Magnus Krepper (VQ : Bruno Marcil) : Pieter, le vétérinaire
- Ashok Mandanna : Ron Nair
- Godehard Giese (de) : Prim, le technicien

 Source et légende : version française (VF) sur RS Doublage et AlloDoublage ; version québécoise (VQ) sur Doublage.qc.ca

## Production

### Genèse et développement
A Cure for Life est une coproduction américano-allemande. Le 7 octobre 2014, on annonce que Gore Verbinski réaliserait le film dont le scénario est écrit par Justin Haythe, pour Regency Enterprises. 20th Century Fox s'occuperait des droits de distribution, tandis que Gore Verbinski produirait le film.

### Attribution des rôles
Le 8 avril 2015, Dane DeHaan et Mia Goth sont choisis pour jouer les personnages principaux. Le 2 juin 2015, Jason Isaacs rejoint le casting pour jouer l'antagoniste du film.

### Tournage
Le tournage débute le 22 juin 2015. Une grande partie du film est tournée au château de Hohenzollern en Allemagne. Le château est fermé au public du 13 au 24 juillet 2015. En dehors de Hohenzollern, les autres parties du film sont tournées en Saxe-Anhalt et en Zella-Mehlis, en Allemagne.

### Musique
La musique est composée par Benjamin Wallfisch. L'album sort le 17 février 2017, édité par Milan Records :
Édition originale
| 1.    | Hannah and Volmer                     | 4:34 |
| 2.    | Nobody Ever Leaves                    | 1:49 |
| 3.    | Bicycle                               | 1:59 |
| 4.    | The Rite                              | 3:42 |
| 5.    | Feuerwalzer                           | 3:44 |
| 6.    | Magnificent, Isn't It                 | 2:11 |
| 7.    | Actually I'm Feeling Much Better      | 1:59 |
| 8.    | Clearly He's Lost His Mind            | 2:49 |
| 9.    | Our Thoughts Exactly                  | 1:03 |
| 10.   | Volmer Institut                       | 3:02 |
| 11.   | Terrible Darkness                     | 3:18 |
| 12.   | Lipstick                              | 4:21 |
| 13.   | Waiting                               | 0:55 |
| 14.   | Zutritt Verboten                      | 3:38 |
| 15.   | There's Nothing Wrong With You People | 1:25 |
| 16.   | Lockhart's Letter                     | 2:12 |
| 17.   | Volmer's Lab                          | 3:32 |
| 18.   | I Wanna Be Sedated                    | 3:38 |
| 49:51 |                                       |      |

## Sortie et accueil

### Critique
A Cure for Life reçoit des avis mitigés de la part de la critique, avec des éloges pour son apparence visuelle, sa réalisation, ses performances d'acteur et ses ambitions, mais par contre des critiques négatives sur sa durée, son intrigue et sa structure,. Sur le site web d'agrégation de critiques Rotten Tomatoes, il reçut une note d'approbation de 41 % d'après 85 critiques, avec une note moyenne de 5.65/10. Selon le consensus critique du site, « A Cure for Life affiche une surenchère de style visuel, mais il est gâché par une histoire prévisible et sans originalité dont les rebondissements, les crises et les frayeurs ont déjà tous été traités de façon plus efficace. » Sur Metacritic, le film reçoit une note de 47 sur 100, sur la base de 36 critiques.
Sur Allociné, il reçoit une note de 3,2/5 de la part de la presse et des spectateurs,.

### Box-office
| Pays ou région    | Box-office      | Date d'arrêt du box-office | Nombre de semaines |
| ----------------- | --------------- | -------------------------- | ------------------ |
| États-Unis Canada | 8 106 986 $     | 23 mars 2017               | 5                  |
| Allemagne         | 243 183 entrées | 21 mars 2017               | 4                  |
| France            | 221 736 entrées | 7 mars 2017                | 3                  |
| International     | 18 452 571 $    | 16 mai 2017                | 12                 |
| Monde             | 26 559 557 $    | 16 mai 2017                | 12                 |